# UTVA Aero 3
UTVA Aero 3 – jednosilnikowy, dwumiejscowy samolot szkolno-treningowy produkowany przez jugosłowiańskie przedsiębiorstwo UTVA. Powstało 110 sztuk, które służyły w Siłach Powietrznych Jugosławii od 1958 r. do połowy lat 70. XX wieku. Zostały zastąpione samolotami UTVA 75.